# یوجی ماکی
یوجی ماکی (ژاپنی: 牧 悠二؛ زادهٔ ۲۱ اکتبر ۱۹۸۲) یک بازیکن فوتبال اهل ژاپن است.
از باشگاه‌هایی که در آن بازی کرده‌است می‌توان به باشگاه فوتبال سرزو اوساکا اشاره کرد.